# Plumes d'autruche

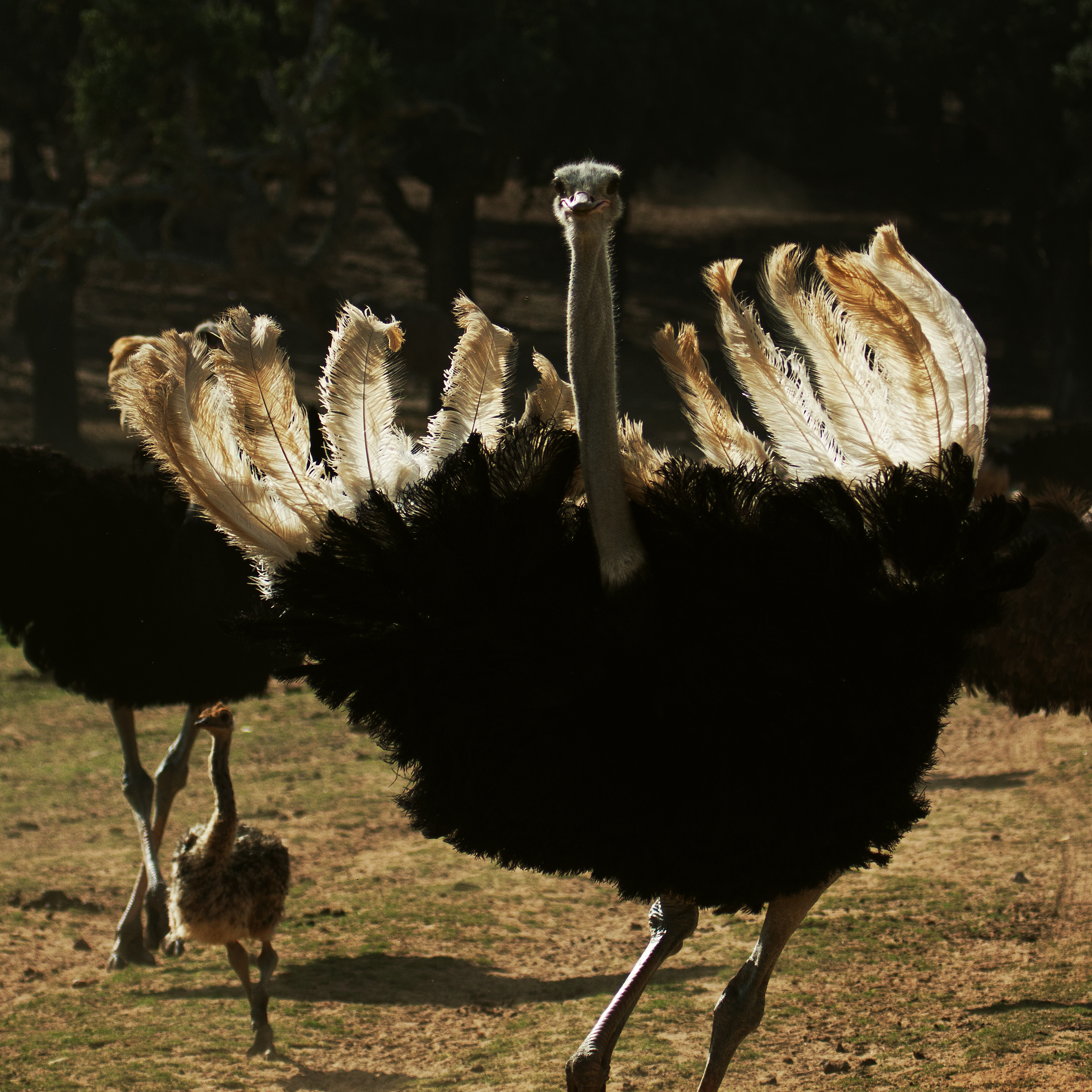
Autruche mâle avec ses plumes blanches visibles.

Les plumes d'autruche sont les plumes de l'autruche d'Afrique (Struthio camelus, L., 1758). 

## Désignation
Le terme désigne principalement les grandes plumes blanches qui ont longtemps été recherchées comme un accessoire décoratif. Elles sont aussi utilisées en héraldique.  

## Historique
La plume d'autruche était chez les Égyptiens anciens et les Libyens anciens un symbole guerrier, en raison peut-être du caractère combatif et vigilant de cet oiseau; aussi les soldats et les chasseurs avaient-ils coutume de porter une ou plusieurs plumes sur la tête. 
Chez les Libyens, la plume d’autruche symbolisait la fonction du chef, du guerrier, le chef portant généralement deux plumes, ses compagnons, une seule. Pline rappelle que les plumes servaient à orner casques et cimiers. 
Dans l'ancienne Égypte, la déesse Maât est parfois représentée avec une plume d'autruche sur la tête. 
Au XIXe siècle, les Européens ont développé la plumasserie et importé massivement des plumes d'autruches d'Afrique pour une industrie florissante jusqu'à la Seconde Guerre mondiale. 
La forme des plumes d'autruche favorise la formation d'électricité statique qui fait d'elles d'excellents capteurs de poussières. Cette propriété est la raison pour laquelle ces plumes sont choisies en 1905 par Harry S. Beckner, le manager d'une usine à balais sud-africaine pour fabriquer les premiers plumeaux en plumes d'autruche.

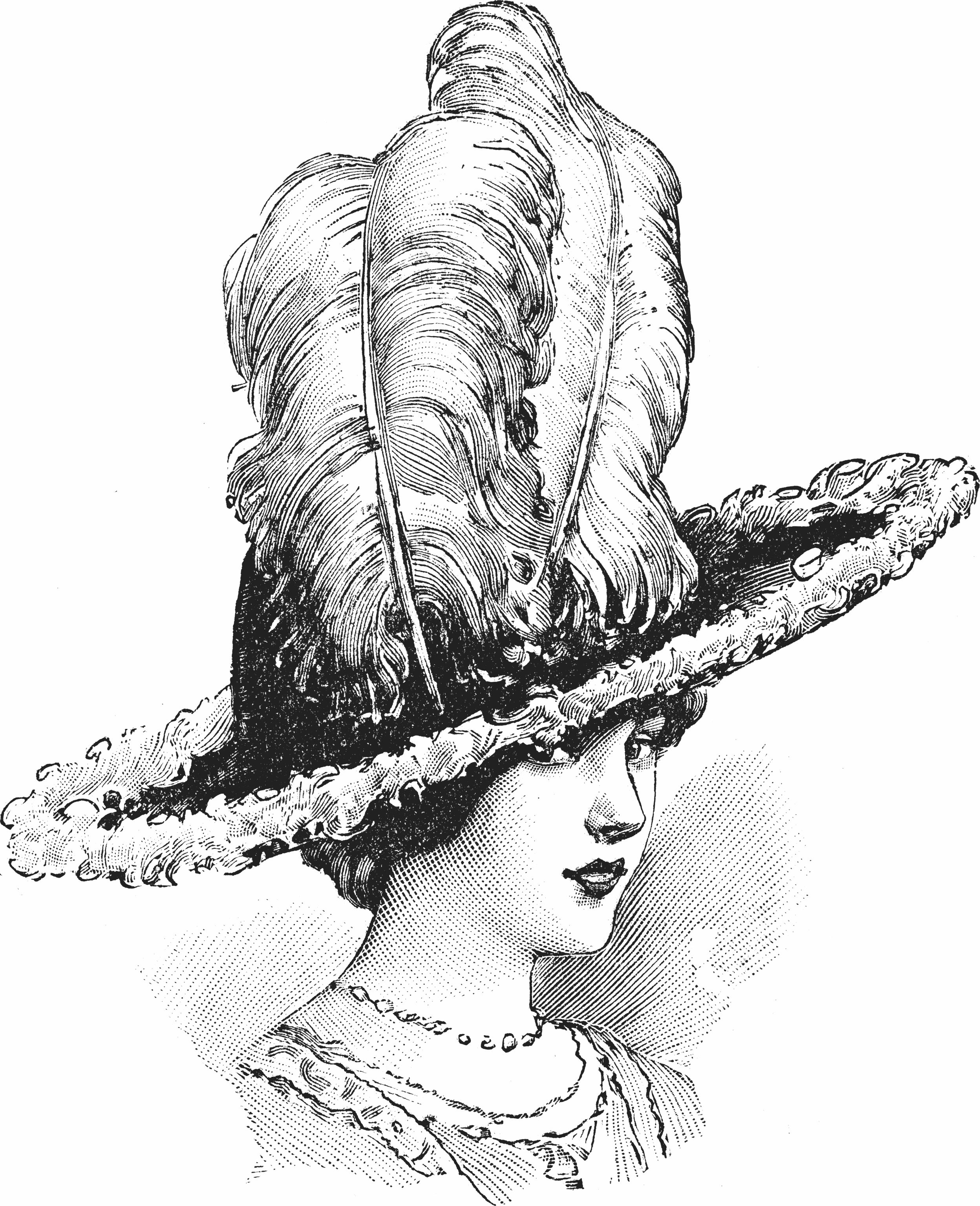
Chapeau décoré de deux plumes d'autruche, Grand magasin du Louvre, Paris, 1911-1912.
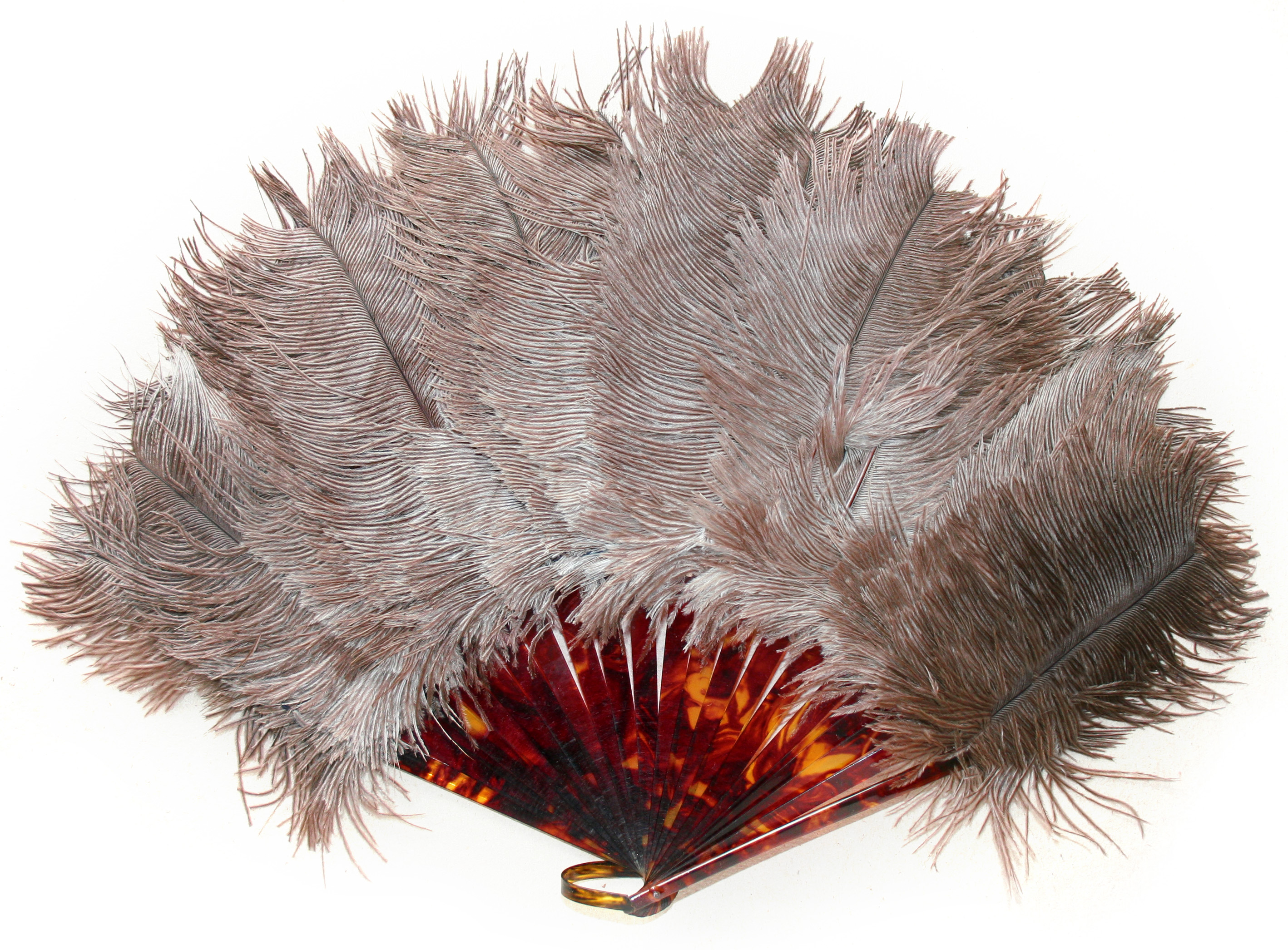
Éventail en plumes d'autruche, années 1920.
Le blason du clan Amadej, Pologne.
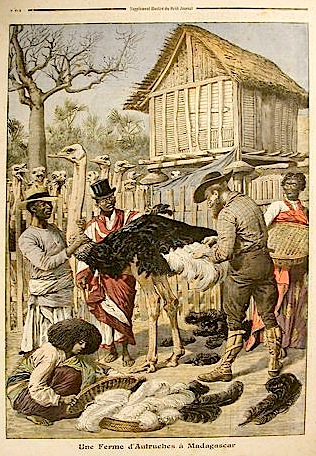
Le Petit Journal : une ferme d’'autruches à Madagascar en 1909.
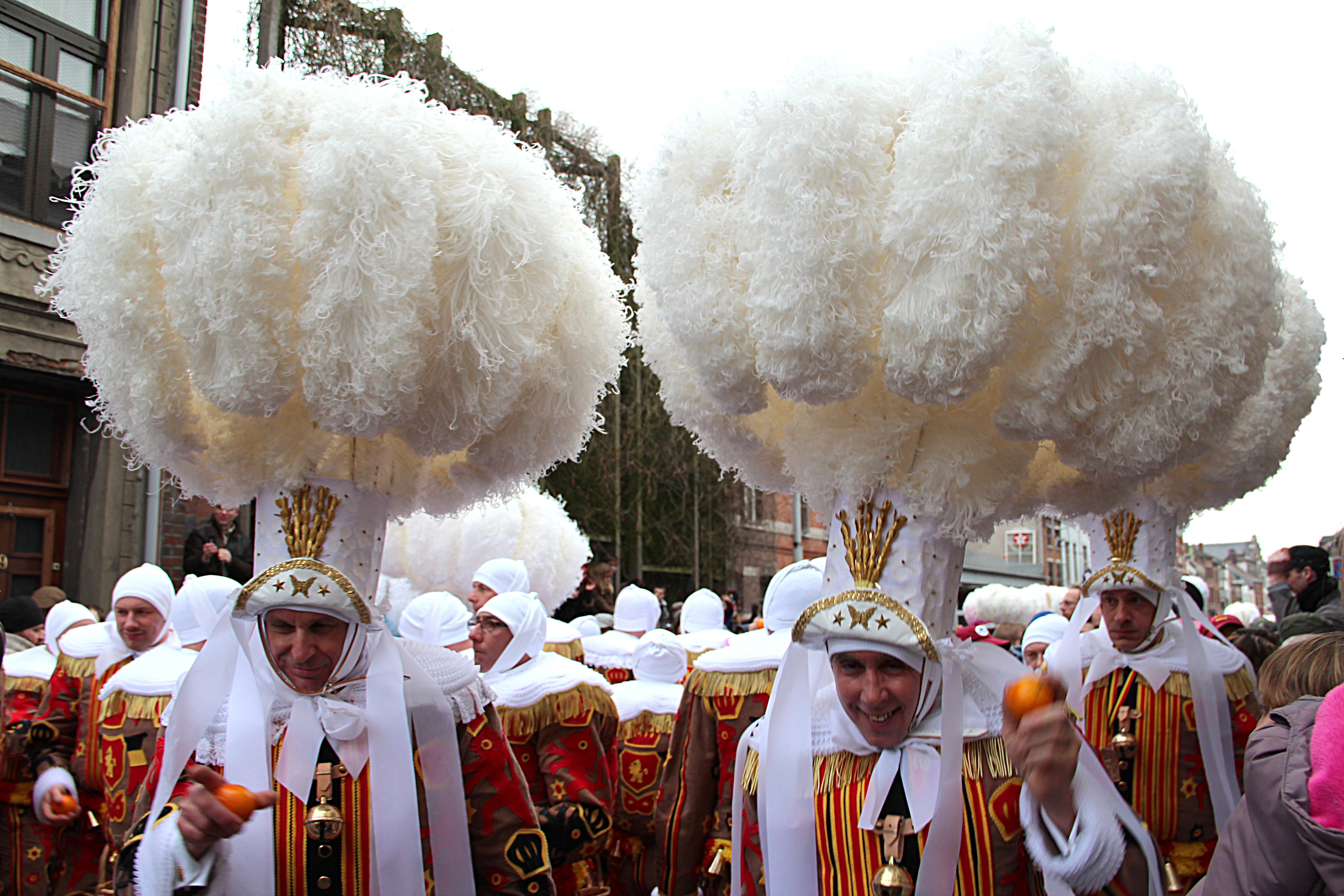
Gilles portant un chapeau de plumes d'autruche au carnaval de Binche.